# Melissodes agilis
Melissodes agilis är en biart som beskrevs av Cresson 1878. Melissodes agilis ingår i släktet Melissodes och familjen långtungebin. Inga underarter finns listade i Catalogue of Life.

## Bildgalleri

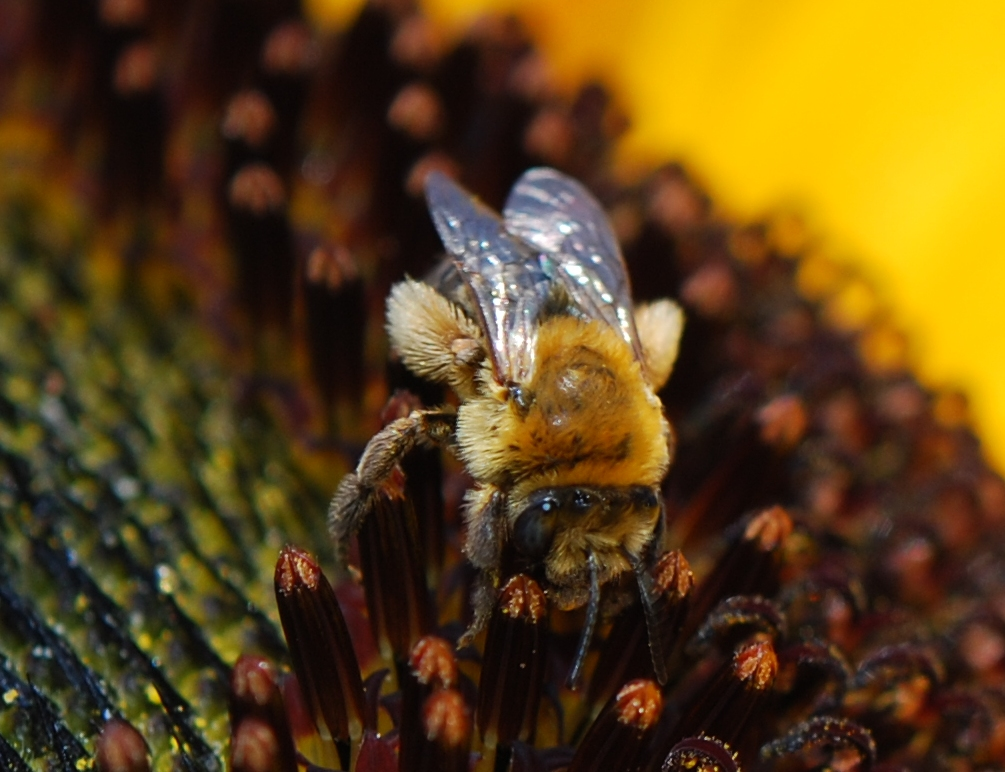
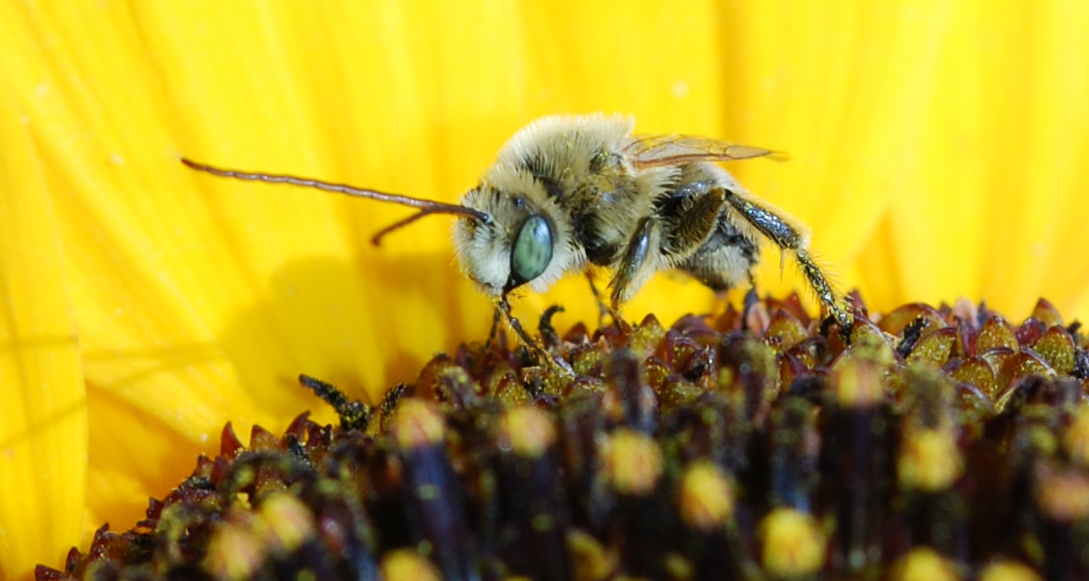